# Clavaria crosslandii
Clavaria crosslandii är en svampart som beskrevs av Cotton 1912. Clavaria crosslandii ingår i släktet Clavaria och familjen fingersvampar.   Inga underarter finns listade i Catalogue of Life.